# Muzio Gallo
Muzio Gallo (Osimo, 21 aprile 1721 – Viterbo, 13 dicembre 1801) è stato un cardinale e vescovo cattolico italiano.

## Biografia
Studiò alle Pontificia Accademia dei Nobili Ecclesiastici dal 1743 e conseguì la laurea in utroque iure all'Università della Sapienza. Fu poi governatore di Osimo, segretario del Sacro Collegio e segretario delle Congregazioni Concistoriale e dei Riti. Il 22 settembre 1770 ricevette il diaconato, ma non si conosce la data della sua ordinazione sacerdotale.
Papa Pio VI lo elevò al rango di cardinale nel concistoro del 14 febbraio 1785. L'11 aprile dello stesso anno ricevette il titolo di Sant'Anastasia.
Lo stesso giorno della sua nomina cardinalizia fu nominato anche vescovo di Viterbo e Tuscania e fu consacrato il 17 aprile dello stesso anno dal cardinale Francesco Saverio de Zelada.
Non partecipò al conclave del 1799-1800, che elesse papa Pio VII.
Morì a Viterbo all'età di 80 anni e fu sepolto nella cattedrale.
Due piatti in argento dorato, con lo stemma del cardinale Muzio Gallo - opera dell'argentiere Vincenzo Belli - si conservano nel Tesoro di San Pietro, in Vaticano

## Genealogia episcopale
La genealogia episcopale è:
- Cardinale Scipione Rebiba
- Cardinale Giulio Antonio Santori
- Cardinale Girolamo Bernerio, O.P.
- Arcivescovo Galeazzo Sanvitale
- Cardinale Ludovico Ludovisi
- Cardinale Luigi Caetani
- Cardinale Ulderico Carpegna

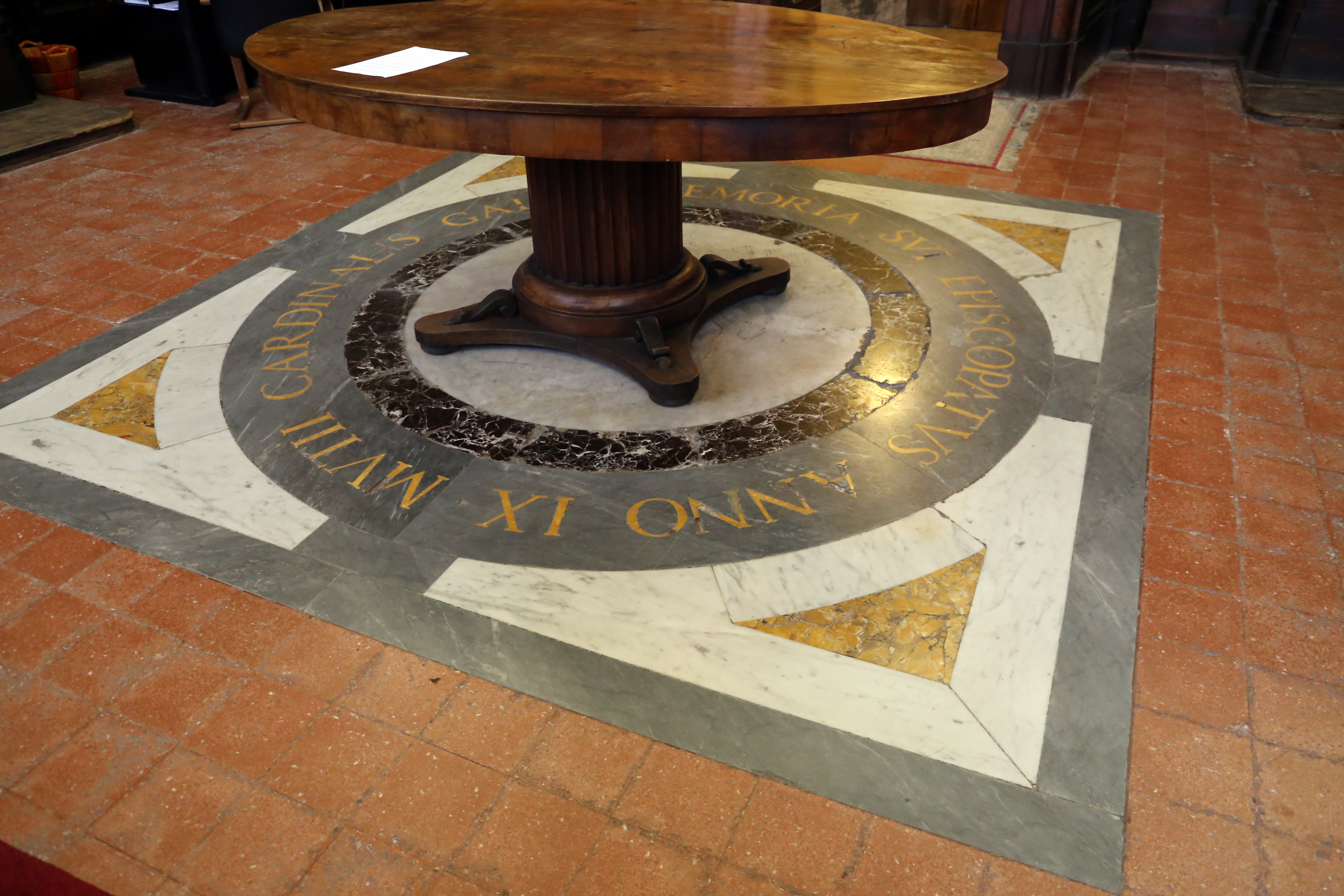
La sepoltura del cardinale nella sagrestia del duomo di Viterbo

- Cardinale Paluzzo Paluzzi Altieri degli Albertoni
- Papa Benedetto XIII
- Papa Benedetto XIV
- Papa Clemente XIII
- Cardinale Francesco Saverio de Zelada
- Cardinale Muzio Gallo